# Utrechtse kathedraalschool

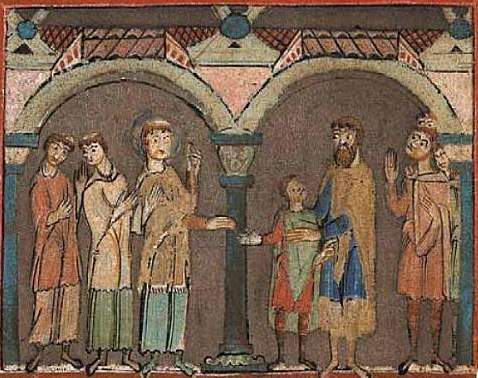
De jonge Liudger die door zijn ouders naar de nabijgelegen Domschool wordt gebracht (eind-11e-eeuwse afbeelding).

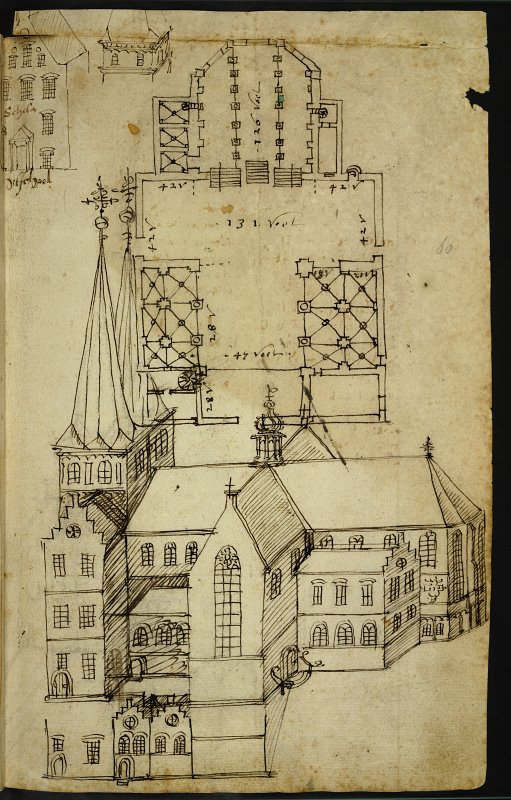
De Sint-Salvatorkerk in latere vorm, tekening uit circa 1615 door Aernout van Buchel.

De Utrechtse kathedraalschool, ook wel Utrechtse kloosterschool of Domschool genoemd, ontstond in de vroege middeleeuwen in de Nederlandse plaats Utrecht. Deze kathedraalschool is te beschouwen als de eerste onderwijsinstelling in die huidige stad. Binnen het huidige Nederland behoorde deze school tot een van de eerste.

## Geschiedenis
Rond het jaar 700 werden te Utrecht twee kerken door Willibrord gesticht. De kerkenbouw vond plaats na diens wijding tot aartsbisschop in 695 door paus Sergius I en de toewijzing door Pepijn van Herstal van het voormalige Romeinse fort Traiectum (burcht Trecht) als zetel. Binnen de muren van het voormalige fort vormde zich naast deze twee kerkgebouwen een kloostergemeenschap met daaraan verbonden een school. De school kwam in de 8e eeuw tot bloei onder leiding van abt Gregorius, zelf een leerling van Bonifatius. Uit binnen- en buitenland werden in de school van de Sint-Salvatorkerk aanstaande geestelijken opgeleid. Scholen waren in die tijd in dit deel van Noordwest-Europa een grote zeldzaamheid. Andere plaatsen in de verre omstreken van Utrecht met destijds scholen waren Maastricht (hofschool), Luik, Aken (paleisschool), Keulen, Munster, York en Southampton. Het onderwijs was geheel in handen van de geestelijkheid waarbij er verbanden zijn met de hoge adel. Met betrekking tot Utrecht waren Willibrord en Bonifatius Angelsaksische missionarissen die in Engeland/ Ierland hun opleiding hadden gehad, daar werkzaam waren geweest in een school en vervolgens uitzwermden naar dit deel van Noordwest-Europa om de gebieden te kerstenen. Aangenomen wordt dat de Utrechtse school een bibliotheek bezat met geschriften uit Rome en door de Angelsaksische missionarissen meegebrachte exemplaren. Vermoedelijk was de Utrechtse doopgelofte met bijgaand lijstje omtrent bijgelovige en heidense gebruiken in Utrecht in gebruik. Gaandeweg waren er met Liudger, Alberik I, Thiatbraht en Adelgar leraren actief die ieder ruwweg een jaargetijde voor hun rekening namen qua lessen. De tijd buiten het lesgeven werd gebruikt voor de bekering van Friezen.
Tijdens de periode van de rooftochten van de Vikingen in het gebied van de Utrechtse kerk ontvluchtten de bisschoppen rond 858 Utrecht en werd de school opgeheven. Omstreeks 918 werd hij echter heropgericht als kathedraalschool onder Balderik. De betrokkenheid van de bisschop bij de school zou wel gaan verminderen. Een magister scolarum zou de taak op zich gaan nemen om de dagelijkse leiding te voeren. Vanaf de 13e eeuw kwamen voor die functie in de plaats een kanunnik (scholasticus) die de leiding voerde, en een rector die het onderwijs ging geven. Onderwijl waren ook aan drie andere Utrechtse kapittels een eigen school verbonden.

## Bekende leerlingen en medewerkers
Tot de bekende medewerkers en leerlingen behoorden in de periode tot circa 858:
- Gregorius van Utrecht
- Liudger
- Alberik I
- Thiatbraht (Theodard?)

Na circa 918:
- Bruno de Grote
- Wolbodo